# Yōsuke Ishibitsu
Yōsuke Ishibitsu (japanisch 石櫃 洋祐 Ishibitsu Yōsuke; * 23. Juli 1983 in Settsu, Präfektur Osaka) ist ein ehemaliger japanischer Fußballspieler.

## Karriere
Ishibitsu erlernte das Fußballspielen in der Universitätsmannschaft der Osaka-Gakuin-Universität. Seinen ersten Vertrag unterschrieb er 2006 bei Vissel Kōbe. Der Verein aus Kōbe spielte in der zweithöchsten Liga des Landes, der J2 League. Am Ende der Saison 2006 stieg der Verein in die erste Liga auf. Für den Verein absolvierte er 129 Erstligaspiele. 2012 wechselte er nach Nagoya zum Ligakonkurrenten Nagoya Grampus. Für den Verein absolvierte er elf Erstligaspiele. 2014 wechselte er zum Zweitligisten Kyōto Sanga. Für den Klub aus Kyōto absolvierte er 234 Zweitligaspiele.
Am 1. Februar 2021 beendete Ishibitsu seine Karriere als Fußballspieler.